# Broscoșești, Vaslui
Broscoșești este un sat în comuna Lunca Banului din județul Vaslui, Moldova, România. Este 73 km NE de Vaslui.
 Acest articol despre o localitate din județul Vaslui este deocamdată un ciot. Puteți ajuta Wikipedia prin completarea lui.